# 穴沢俊光
穴沢 俊光（あなざわ としみつ）は、戦国時代から安土桃山時代にかけての武将。蘆名氏の家臣。陸奥国岩山城主。

## 略歴
蘆名氏に仕えて、陸奥耶麻郡桧原を支配し、岩山城を居城とした。桧原は蘆名領の北端部にあたり、吾妻連峰を挟んで北側は伊達氏の根拠地米沢であった。そのため、常に伊達氏から狙われる危険性が伴っていた。
永禄8年（1565年）、俊光は伊達輝宗の家臣・石川但馬守の侵攻を戸山城で父・俊恒と共に撃退、翌永禄9年（1566年）には岩山城で伊達勢の奇襲を退けた。しかし、天正12年（1584年）11月、俊光と対立していた一族の穴沢四郎兵衛が伊達政宗に内応し、政宗は四郎兵衛の手引きで1500の兵を派遣して桧原を急襲させた。伊達勢は大塩方面の道も塞いだため、退路を断たれた穴沢勢は混乱に陥り多くの兵を討たれ、岩山城に立て籠もり奮戦した俊光も岩山落城の際、一族と共に自害した。
政宗はその後、岩山城の南・小谷山に城を築き（桧原城）、後藤信康を在番に配した。なお、岩山城落城は天正13年（1585年）5月に政宗自ら攻めて落城させたという説もある。
なお、俊光の嫡男・俊次はその場に居合わせなかったため難を免れ、その後柏木城に入り、蘆名氏滅亡後は蒲生氏郷に仕え、その子孫は会津松平家の家臣となった。